# Ústav pedagogických věd Filozofické fakulty Masarykovy univerzity
Ústav pedagogických věd Filozofické fakulty Masarykovy univerzity (ÚPV FF MU) se kromě výuky pedagogiky věnuje i sociální pedagogice, andragogice a přípravě na učitelství pedagogiky pro střední školy. Vydává vlastní časopis Studia paedagogica.

## Vznik pedagogického semináře na filozofické fakultě Masarykovy univerzity

### Počáteční úsilí o vznik Pedagogického semináře
Pedagogický seminář byl původně určen jako univerzitní vzdělání pro učitele středních škol, které v době jeho vzniku bylo značně nedostatečné. Stal se součástí jedné z nejstarších fakult Masarykovy univerzity – fakulty filozofické. 
Tak jako při snaze o založení jakéhokoliv nového semináře, stála před iniciátory otázka, kdo obsadí místo ředitele. Tato otázka byla velice problematická, protože kandidát musel být na úrovni jak vědecky, pedagogicky, tak i organizačně. Pedagogika byla v tomto období mladým oborem a většina odborníků působila na pražské Karlově univerzitě (Gustav Adolf Lindner, František Drtina). V roce 1920, kdy se začalo o založení semináře jednat, přicházel v úvahu především Otokar Chlup. S jeho jmenováním mimořádným profesorem však řada profesorů filozofické fakulty nesouhlasila, a to především pro jeho levicové smýšlení. Vznik pedagogického semináře byl nakonec urgován i posluchači filozofické fakulty.

### Vznik a budování Pedagogického semináře
Vznik Pedagogického semináře je spojen se začleněním Otokara Chlupa do profesorského sboru dne 6. prosince 1922. Toto datum je spojováno se vznikem Pedagogického semináře. Budování Pedagogického semináře je především spojeno s jeho jménem. Během svého působení na fakultě se mu podařilo vybudovat seminář po stránce formální a vytvořit z něj instituci. K tomu sloužily Stanovy pedagogického semináře při Masarykově univerzitě v Brně, které Chlup vytvořil a byly roku 1932 přijaty Ministerstvem školství a národní osvěty. Ve Stanovách vyzdvihl hlavní (tj. příprava studentů k samostatné vědecké práci) i vedlejší úkol semináře (příprava ke státní zkoušce) a i další náležitosti, jako např. obsah jednotlivých seminářů, popis přijímacího řízení. 
Velkou roli v jeho působení ve funkci ředitele semináře také hraje zřízení knihovny. Protože studiu knih přikládal velký význam, snažil se pro fakultu získat veškerou významnou literaturu. Z velké části se jeho snahy naplnily. Kromě knihovny při fakultě zřídil také poradnu pro studenty středních škol. Chtěl seminář vybudovat na dvou základních pilířích – pedagogické klinice a výzkumném pracovišti. 

### Členové Pedagogického semináře
Neméně důležité při vzniku jakéhokoliv semináře je nepochybně získání kvalifikovaného učitelského sboru. Tento nelehký úkol se profesoru Chlupovi podařil splnit také, a tak mohl Pedagogický seminář zahájit svou dlouholetou pedagogickou i vědeckou činnost.
Otokar Chlup, společně se svými kolegy Janem Uhrem, Stanislavem Velinským a Josefem Dvořáčkem, dokázal vybudovat významné středisko, které značnou měrou ovlivnilo brněnskou i mimobrněnskou pedagogiku v první polovině 20. století a významnou roli hraje v české pedagogice i současnosti.